# 线苞棘豆
线苞棘豆（学名：Oxytropis linearibracteata）为豆科棘豆属下的一个种。